# Indianola (Illinois)
Pour les articles homonymes, voir Indianola.
Indianola est un village situé à l'est du comté de Vermilion dans l'Illinois, aux États-Unis,. Le village est incorporé le 30 septembre 1901.

## Démographie
Lors du recensement de 2010, le village comptait une population de 276 habitants. Elle est estimée, en 2017, à 267 habitants.

### Source de la traduction
- (en) Cet article est partiellement ou en totalité issu de l’article de Wikipédia en anglais intitulé « Indianola, Illinois » (voir la liste des auteurs).